# L'Herm
L'Herm é uma comuna francesa na região administrativa de Occitânia, no departamento de Ariège.